# Eirenis modestus
Eirenis modestus este o specie de șarpe din familia Colubridae. Este o specie nativă în câteva insule grecești, în Turcia, Siria, Armenia, Azerbaijan, Israel, Georgia și în regiuni din sud-vestul Rusiei.

## Descriere
Un exemplar adult de Eirenis modestus are o grosime apropiată de cea a unui creion și poate să crească până la lungimea de circa 60 cm, dar unii șerpi din această specie ajunși la maturitate sunt considerabil mai scurți. Pielea sa este netedă iar marginile solzilor sunt ceva mai întunecați în comparație cu centrul acestora. Partea de sus a corpului are o culoare uniformă de maro-gălbui, maro-cenușiu sau maro-roșiatic iar pântecele este de un alb lucios. Pe creștetul capului are o mare pată neagră în interiorul căreia se află două pete albicioase sau un semn palid în formă de „W”. În jurul gâtului se află o bandă de pete întunecate separată de cap de o bandă palidă.

## Subspecii
În prezent sunt recunoscute trei subspecii, și anume Eirenis modestus modestus (Martin 1838), E. m. semimaculatus (Boettger 1876) din centrul și vestul Turciei (Anatolia) și E. m. cilicius (Schmidtler 1993) din sudul Turciei.

## Răspândire și habitat
Eirenis modestus este o specie nativă în insulele mediteraneene grecești Lesbos, Chios, Samos, Fournoi, Kasos, Karpathos, Kalymnos, Leros, Symi și Megisti și în cea mai mare parte a Turciei. Arealul său se extinde spre est, în Munții Caucaz, partea de est a Georgiei, Armenia și Azerbaijan. Habitatele sale sunt zonele cu vegetație uscată de arbuști, câmpurile cultivate, zonele cu pământ nelucrat și terenurile împădurite, uscate și deschise.

## Comportament
În timpul zilei, Eirenis modestus se adăposteșe sub pietre sau în crevase, uneori împărțind locul de ascunzătoare cu alți câțiva șerpi. Iese din ascunzătoare la amurg pentru a vâna păianjeni, insecte, miriapozi, scorpioni și șopârle mici. Reproducerea are loc vara, când femela depune de la trei până la opt ouă relativ mari. Puii proaspăt ieșiți din ou au o lungime de până la circa 12 cm.

## Stare ecologică
Specia Eirenis modestus are un areal mare și se presupune că încă există multe exemplare. Pare a fi o specie adaptabilă pentru că este capabilă să se adapteze la diferite tipuri de habitate și nu au fost identificate amenințări deosebite pentru această specie, așa că Uniunea Internațională pentru Conservarea Naturii a clasificat specia drept neamenințată cu dispariția.